# Telești
Telești es una comuna ubicada en el distrito de Gorj, Rumania.

## Superficie
Cuenta con una superficie de 44,74 kilómetros cuadrados.

## Demografía
Hasta 2021 la población era de 3047 habitantes, con una densidad de población de 68,10 habitantes por kilómetro cuadrado.